# Blond
Blond es el nombre de un trío musical sueco creado para el Melodifestivalen 1997. En dicha edición, se hicieron con el primer puesto y representaron a su país en el Festival de la Canción de Eurovisión 1997, obteniendo el puesto decimocuarto. Su tema se titulaba "Bara Hon Älskar Mej" ("Sólo Si Ella Me Quisiera").
Sus miembros eran:
- Jonas Karlhager nacido en 1975 en la localidad de Norrtälje. Había cooperado en diferentes corales, y a la fecha de su participación en 1997, era miembro del grupo góspel The Masters Voice. Igualmente, trabajaba como pedagogo en la escuela de música de la capital.

- Patrik Lundström nacido en 1971, era el miembro con más experiencia. Había participado en musicales tales como "The Buddy Holly Story" en Estocolmo, o "Hair". Al igual que Jonas, era miembro de un grupo góspel, éste llamado One Voice. Este trabajo lo compaginaba con las giras con su grupo Ritual.

- Y por último, Gabriel Forss nacido en 1975 en la localidad de Katrineholm. Se trasladó a la edad de 19 años, para recibir formación 'Música Afroamericana', participando en la misma banda góspel de Patrik. Había realizado tareas de presentación para la Radio Televisión Sueca, y formaba parte de la banda del artista Henrik Åberg.

Poco después de su participación en el Festival de la Canción de Eurovisión, el grupo se disolvió.